# André Taymans
Pour les articles homonymes, voir Taymans.
André Taymans, né le 14 juillet 1967 à Ottignies (province du Brabant wallon), est un dessinateur et scénariste de bande dessinée belge.
Selon Patrick Gaumer, Taymans est un auteur qui, grâce à sa capacité à s'adapter à de multiples genres, « s’affirme comme l’un des principaux représentants de la bande dessinée belge contemporaine. »
Il est surtout connu pour être l'auteur de la série semi-réaliste Caroline Baldwin, publiée entre 1996 et 2012 par Casterman, puis, depuis 2016, aux Éditions Paquet.

## Biographie
André Taymans naît le 14 juillet 1967 à Ottignies.

### Carrière

#### BD jeunesse puis succès (années 1990)
Après des études de bande dessinée à l’Institut Saint-Luc de Bruxelles et des voyages à travers le monde, André Taymans publie chez plusieurs éditeurs (Lefrancq, Alpen-Humanos, Dupuis, Bayard…). Il réalise l'adaptation en bande dessinée de la nouvelle L'Auberge de Guy de Maupassant en un court récit de quatre pages intitulé Le Rocher-aux-oiseaux écrit par le scénariste Rudi Miel publié dans Jet, une revue de bande dessinée des éditions du Lombard en juin 1990. Au début des années 1990, il dessine, aux éditions Casterman, deux séries pour la jeunesse : Les Aventures de Charlotte, qui imagine les aventures d'une jeune fille de douze ans en Indochine, sur un scénario du même scénariste ; puis, à destination des plus petits, Bouchon le petit cochon, écrit par Jean-François Di Giorgio.
Ces deux séries s'arrêtent en 1997, quand Taymans se consacre à sa première héroïne adulte, apparue pour un an plus tôt dans les pages de la revue (À suivre). Il est le scénariste et le dessinateur de cette série, nommée Caroline Baldwin, dont l'action se situe dans une Amérique réaliste et violente. Il s'agira de son plus gros succès.

#### Diversification (1999-2005)

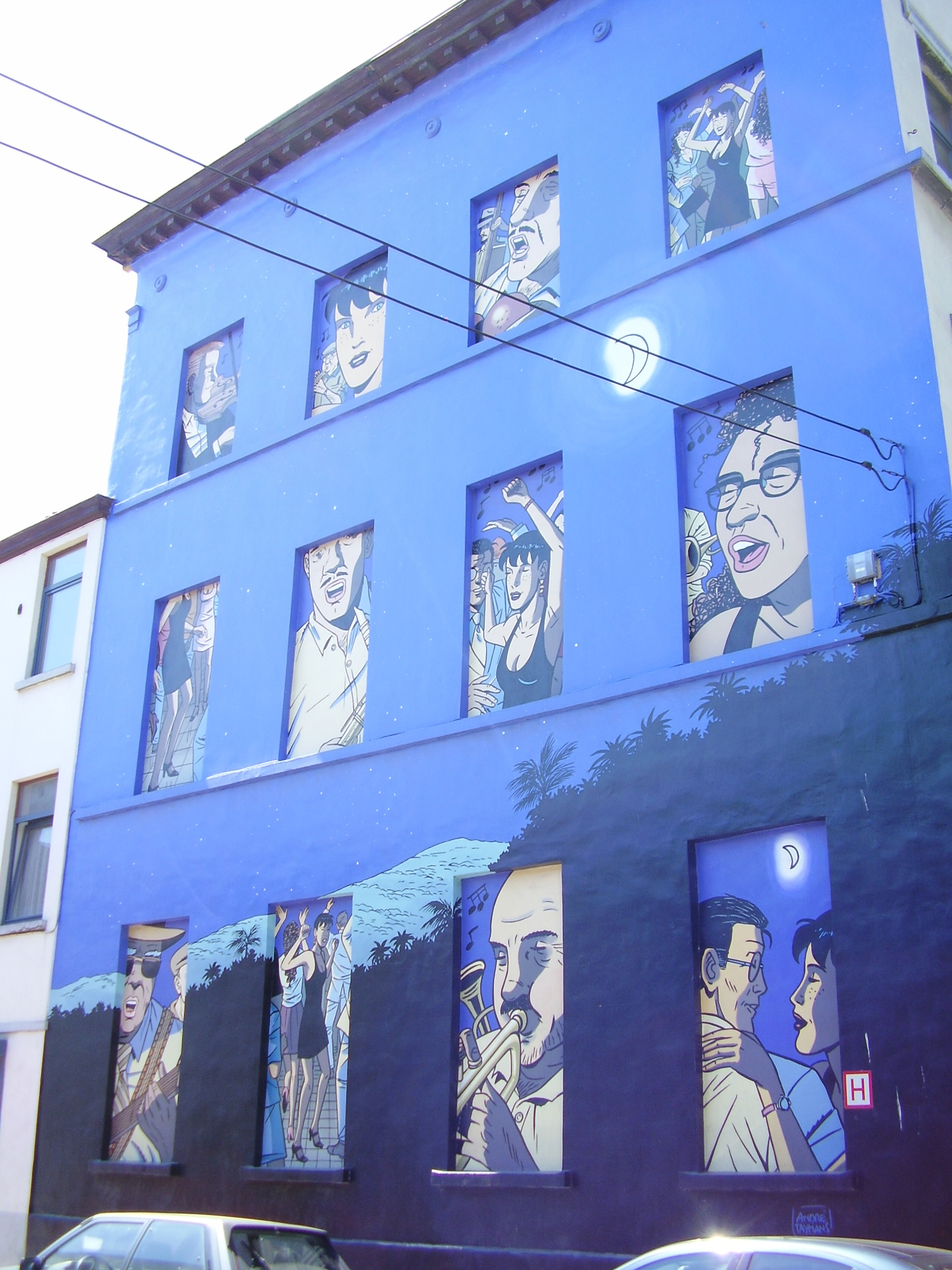
Mur Caroline Baldwin à Bruxelles.

Parallèlement, il participe à différents projets collectifs, mais tente aussi de lancer de nouvelles séries, avec des héroïnes trentenaires.
Entre 1999 et 2002, Glénat publie dans la collection « bulle noire », sur scénarios de Corine Jamar, les trois tomes de L'Agence Aphrodite, série d'enquêtes à la Agatha Christie située durant les années 1930.
Toujours en 1999, il crée dans les pages du magazine Okapi la série Les Tribulations de Roxane. Mais un seul album, intitulé La Traque, est édité en 2000 par un indépendant.
La même année, pour Casterman, Taymans entame une collaboration avec le romancier Patrick Delperdange (Prix Rossel 2005). Il dessine d'abord les deux tomes de la série d'aventure Mac Namara (2000-2001).
Puis en 2002, il publie le one shot Assassine, dans la collection « Romans » des éditions Casterman. Cet ouvrage obtient le prix du meilleur dessin décerné par la Chambre belge des experts en bande dessinée.
Enfin, cette même année, il illustre Toison d’Or, un roman érotique de Patrick Delperdange, dans la collection « L’Index » des éditions JVDH.
Parallèlement, à la demande des éditions Hachette, il redessine l’intégralité des couvertures des Six Compagnons, une série de romans pour la jeunesse de la Bibliothèque verte.
Entre 2004 et 2005, il donne une nouvelle « petite sœur » à Caroline Baldwin, nommée Coralie Lavallée. En trois tomes de La Fugitive, dessinés par Éric Lenaerts et publiés par Casterman, il raconte les aventures de cette pianiste américaine d'origine créole.

#### Reprises et adaptations (2006-2013)
En 2006, il termine pour les éditions Casterman une aventure inachevée du journaliste Guy Lefranc, datant de 1955. La sortie de cet album, intitulé Le Maître de l’Atome, coïncide avec les soixante ans de carrière de son créateur, Jacques Martin. (Il se prêtera de nouveau à l'exercice en 2010, pour le tome 21, écrit par Patrick Delperdange.)
Parallèlement, pour les éditions Flouzemaker, il relance un classique de la bande dessinée belge, Sibylline, la petite souris créée 50 ans plus tôt par Raymond Macherot. Il participe à l'élaboration de cinq albums, sortis jusqu'en 2009.
Cette même année, chez le même éditeur, il signe seul le roman graphique Ban Manis, retraçant et fictionnalisant l'histoire d'une jeune anthropologue suisse disparue dans l'Himalaya.
En 2013, il essuie l'échec d'une adaptation cinématographique de Caroline Baldwin, arrêtée alors que 30 minutes du film ont été tournées à Bangkok.

#### Directeur éditorial chez Paquet (depuis 2014)
En 2014, il rejoint le Groupe Paquet et lance avec Pierre Paquet Place du Sablon, maison d'édition spécialisée dans les rééditions patrimoniales (Sydney Bruce, Petzi, Bob et Bobette, etc.). Chez cet éditeur et sur son initiative parait en 2015 l'album Népal, 25 avril 2015 - La BD se mobilise (collectif) dont les bénéfices sont reversés à des ONG. Il y relance aussi en 2016 sa série avortée Les Tribulations de Roxane, avec une nouvelle aventure intitulée La Main de Pangboche, réalisée en couleur directe.
Il réédite Les Aventures de Charlotte sous la forme d'une intégrale regroupant les quatre premiers albums.
En 2017, il revient aux histoires vraies pour co-dessiner L'Oiseau Blanc avec Erwin Drèze, sur un scénario de Pascal Bresson.
La même année, il publie le dix-septième tome de Caroline Baldwin chez Paquet. L'auteur, insatisfait du traitement réservé à sa série par Casterman, a en effet quitté l'éditeur belge, à qui il rachète aussi les droits des seize premiers albums. À partir de 2016, Paquet réédite ainsi dans une édition grand format l'intégralité de la série. En 2023, il adapte en bande dessinée la série DON d'Henri Vernes et illustre les romans de cette série d'aventure aux Éditions du Tiroir. Il dessine Sophia Stromboli, un one shot policier dont l'encrage est réalisé par François Walthéry et coscénarisé par sa fille Johanna, sorti l'année suivante aux mêmes éditions.  

## Œuvres

### Collectifs
- La BD du 3e millénaire[55], Loterie romande, décembre 1999
Scénario : collectif - Dessin : collectif dont André Taymans - Couleurs : quadrichromie
- Parcours illustré en province de Liège[56], Éditions du Céfal, Liège, 2006
Scénario : collectif - Dessin : collectif dont André Taymans -  (ISBN 2-87130-230-8)Avec David Caryn, Francis Carin, Didier Chardez, Bruno Di Sano, Julien Mestrez, Michel Pierret, Jean-Marc Stalner, André Taymans, Georges Van Linthout, François Walthéry, Marc Wasterlain.
- Folklore wallon en bulles[57], Dricot, Bressoux, février 2010
Scénario : collectif - Dessin : collectif dont André Taymans -  (ISBN 978-2-87095-389-1)
- Népal, 25 avril 2015 - La BD se mobilise[7], Place du sablon, août 2015
Scénario et couleurs : collectif - Dessin : collectif dont André Taymans -  (ISBN 978-2-88936-006-2)
- Sortilège - Intégrale[58], C.M. éditions, 16 juin 2022
Scénario : Bruno Di Sano, Daniel Bardet, Christian Mathoul - Dessin : collectif dont André Taymans - Couleurs : Laurent Carpentier, Louis-Michel Carpentier, Alain Audry -  (ISBN 978-2-9602788-1-1),Couverture : Daniel Desorgher, Stéphane Dizier. Storyboard : Bruno Gilson. Avec Jo-El Azara, Francis Carin, Jean-Pol, Hec Leemans, Wim Swerts, Yannick Thiel.

### Illustration
- Série DON d'Henri Vernes aux Éditions du Tiroir :
  - Palomita Paloma[10], 2022  (ISBN 978-2-931027-53-0) ;
  - La Déesse d'Adlerburg, 2023  (ISBN 978-2-931027-68-4) ;
  - Café no ! Marimba si !, 2023  (ISBN 978-2-931027-97-4) ;
  - La Madone des atolls, 2024  (ISBN 978-2-931251-13-3).

### Collections publiques
3 œuvres de cet artiste sont conservées au Centre belge de la bande dessinée et font partie du patrimoine mobilier de la région Bruxelles-Capitale.

## Prix et récompenses
- 1996 :  prix du meilleur album enfant décerné par le festival de Solliès-Ville[60] pour Bouchon le petit cochon ;
- 2004 :  prix du meilleur dessin décerné par la Chambre belge des experts en bande dessinée[5] pour Assassine.

#### Livres
: document utilisé comme source pour la rédaction de cet article.
- Jean-Louis Lechat, Un demi-siècle d’aventures t. 2 : 1970 - 1996, Bruxelles, Le Lombard, 5 décembre 1996, 224 p., ill. ; 31 cm (ISBN 280361233X, OCLC 37995939, BNF 37539082, présentation en ligne), p. 202.
- Jean Pirotte (dir.) et Luc Courtois, Du régional à l'universel. : L'imaginaire wallon dans la bande dessinée., Louvain-la-Neuve, Fondation wallonne Pierre-Marie et Jean-François Humblet, 1999, 310 p. (ISBN 978-2-9600072-3-7 et 2960007239, OCLC 1075833932), p. 252 lire sur Google Livres
- Jacques Fiérain, « Taymans, André », dans La BD à Bruxelles et en Brabant, Charleroi, Éd. l'Âge d'or, avril 2003, 144 p., ill. ; 31 cm (ISBN 9782960119664 et 2960119665, OCLC 470388171, présentation en ligne), p. 131.
- Patrick Gaumer, « Taymans, André », dans Dictionnaire mondial de la BD, Paris, Larousse, 2010, 953 p., ill. ; 27 cm (ISBN 978-2-0358-4331-9 et 2-0358-4331-6, OCLC 920924930, présentation en ligne), p. 829. .

#### Périodiques
- « André Taymans », Jet, Le Lombard, no 6,‎ juin-juillet-août 1990, p. 46 (ISBN 2-8036-0818-9, ISSN 1146-2728).

#### Articles
- Paul Roux, « Bande dessinée : Sexploitation », Le Devoir,‎ 23 mai 1998.
- André Taymans (interviewé par Julien Derouet), « Entrevue avec André Taymans… », BDzoom,‎ 14 novembre 2014 (lire en ligne, consulté le 5 juin 2023).
- André Taymans (interviewé par Nicolas Anspach), « Interviews : Taymans : « C’était assez excitant de mettre ma plume au service de Macherot ». », ActuaBD,‎ 3 avril 2006 (lire en ligne, consulté le 9 février 2025).
- André Taymans (interviewé par Jean-Laurent Truc), « André Taymans de Caroline à Miss Tattoo et Don le séducteur », Zoo le Mag,‎ 8 juillet 2025 (lire en ligne, consulté le 10 juillet 2025).